# مصنوع (بديع)
المصنوع عند البلغاء هو النظم المحلى بالصنائع اللفظية التي يميل الطبع إليها إذا كانت وفقا للقواعد المقررة مثل الترصيع والتجنيس والإيهام والخيال وبعضها ينفر الطبع منها كالتجنيس المطرف والمقلوب.